# Id Verde
Idverde est une entreprise paysagiste française spécialisée dans la réalisation et l'entretien d'espaces verts et d'équipements sportifs. Son siège social est situé à Courbevoie.

## Histoire
En 2014, Idverde est scindée d'ISS, une entreprise danoise de service, après son rachat par le fonds d'investissement Chequers Capital. Idverde a alors un chiffre d'affaires de 280 millions d'euros.
En mars 2015, Idverde annonce l'acquisition de The Landscape Group, entreprise britannique ayant 1 100 employés, pour 70 millions d'euros, acquisition qui lui permet d'entrer dans le marché britannique. En octobre 2015, Idverde acquiert Pierre Goujeon Paysage, entreprise française qui emploie 50 personnes.
En juin 2016, Idverde annonce l'acquisition de Quadron, entreprise britannique de 700 employés et un chiffre d'affaires de 30 millions de livres sterling.
En juillet 2017, Idverde acquiert l'entreprise familiale Giraud, basée à Tours et employant 120 personnes. Elle acquiert le même mois Land Engineering, une entreprise écossaise de 250 employés. Idverde a alors un chiffre d'affaires de 380 millions d'euros pour 4 500 employés.
En novembre 2018, Idverde annonce l'acquisition de BTL, entreprise hollandaise ayant 15 agences et Out There, une entreprise basée en Irlande du Nord.